# Gare de Rœux
Gare de Rœux – przystanek kolejowy w Rœux, w departamencie Pas-de-Calais, w regionie Hauts-de-France, we Francji.
Został otwarty w 1846 przez Compagnie des chemins de fer du Nord. Jest przystankiem kolejowym Société nationale des chemins de fer français (SNCF), obsługiwanym przez pociągi TER Nord-Pas-de-Calais.